# Baldomero Galofre

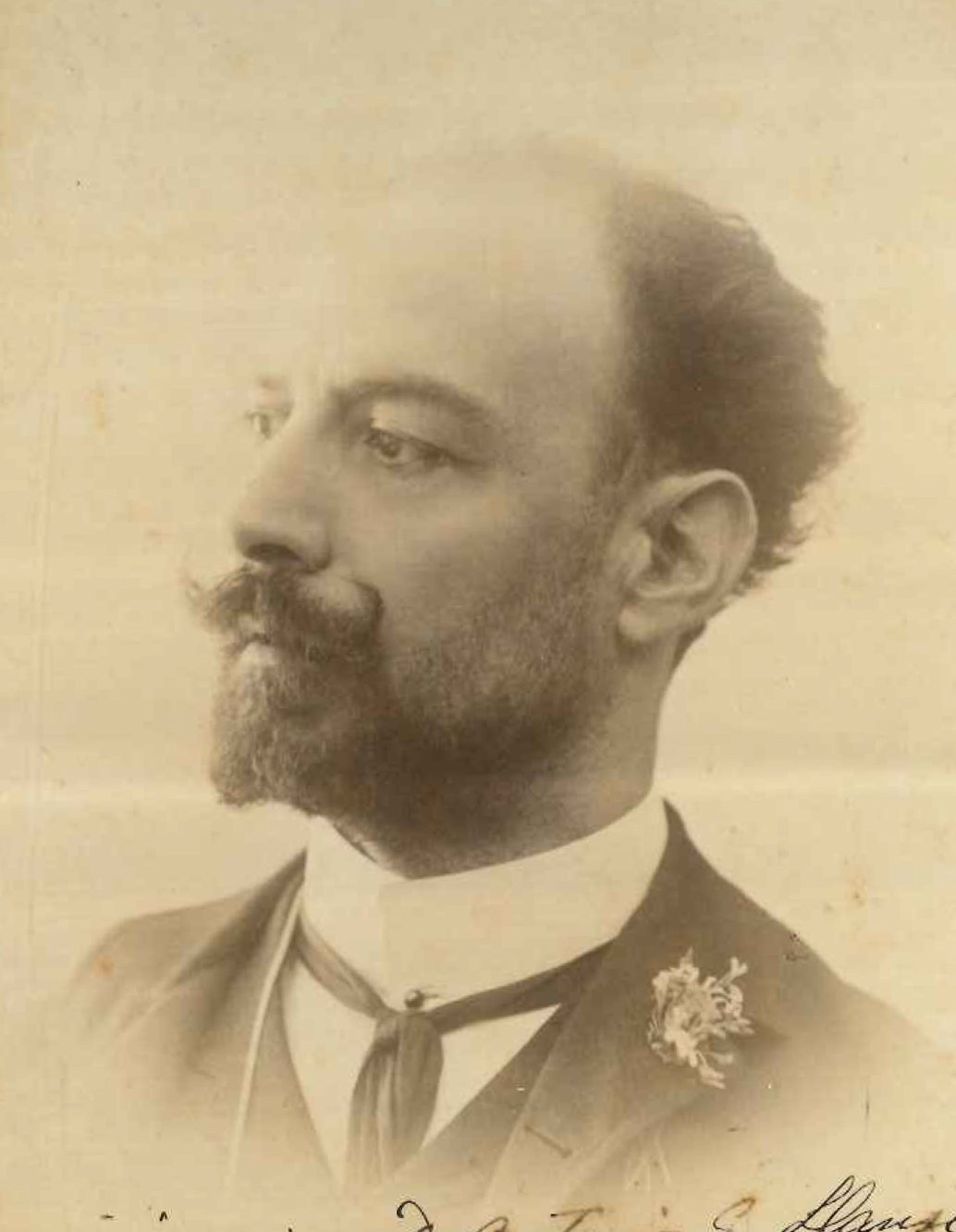
Fotografiado por Esplugas (c. 1888)

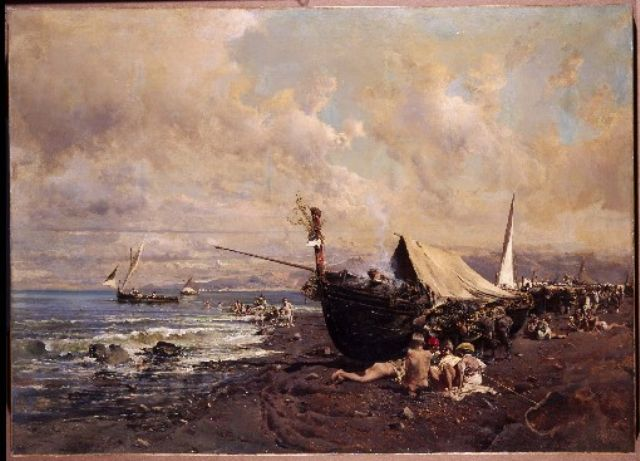
Niños con barcos en una playa de Nápoles, 1866, colección particular.

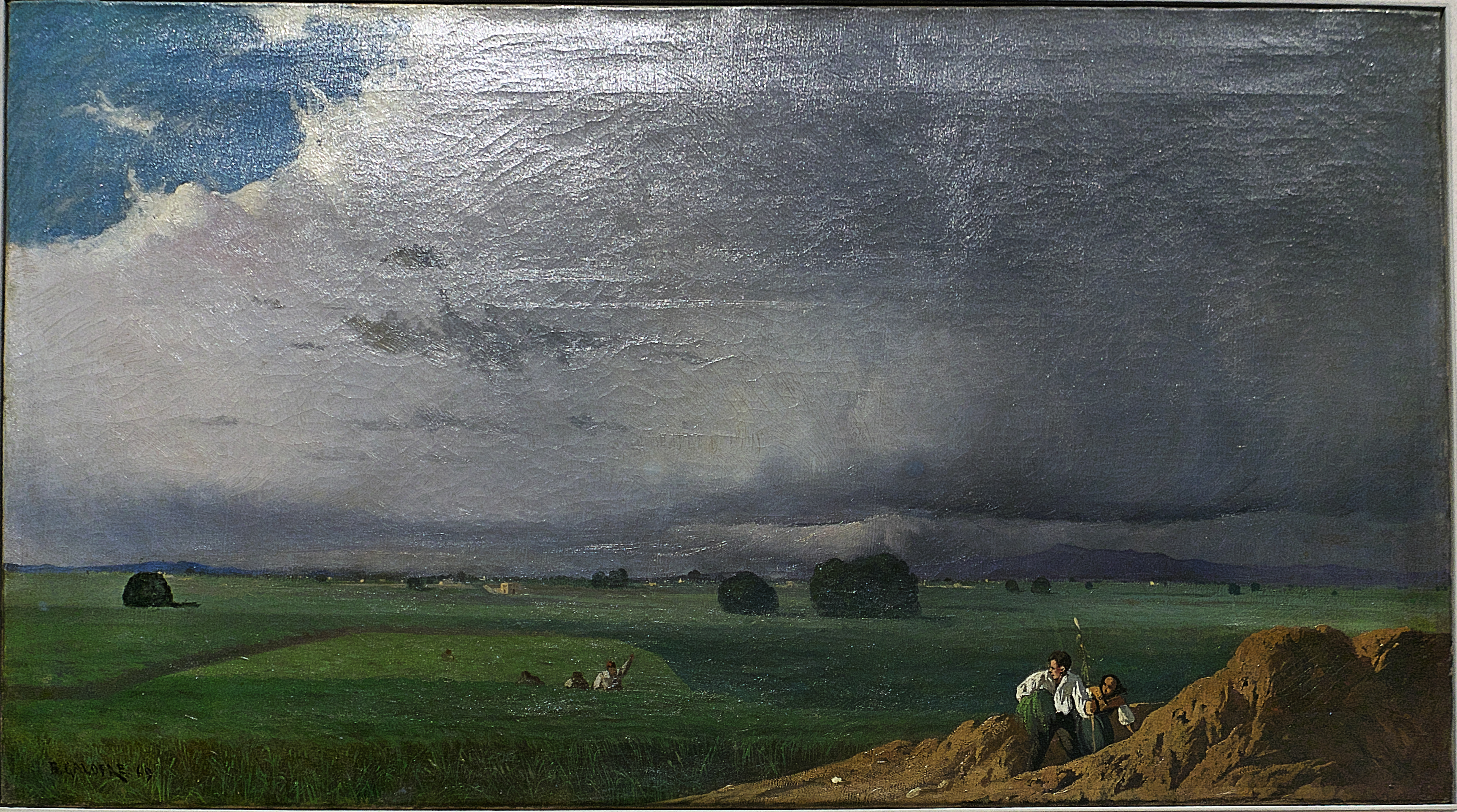
Paisaje (1869)

Baldomero Galofre Jiménez (Reus, 1846-Barcelona, 1902) fue un pintor español.

## Biografía
Nacido en la localidad tarraconense de Reus el 24 de mayo de 1846, fue discípulo del pintor catalán Ramón Martí Alsina y más tarde seguidor de Mariano Fortuny.

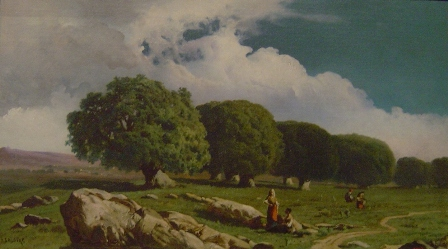
Paisaje con encinas, 1871. Conservado en la Biblioteca Museo Víctor Balaguer.

Fue pensionado en la primera promoción de pintores de la Academia Española de Bellas Artes en Roma junto a Francisco Pradilla, Casto Plasencia, Alejandro Ferrant, Manuel Castellano y Jaime Morera.
Sus principales obras influidas por Fortuny son La feria, De madrugada, Primavera, Marina. 
Falleció en Barcelona el 26 de julio de 1902.

## Exposiciones
- 1862 Exposición Artística Industrial. Reus 1862
- 1866 Exposición de Objetos de Arte celebrada por la Academia de Bellas Artes de Barcelona. Barcelona 1866 (2 obras)
- 1868 Salón de la Academia de Bellas Artes de San Jorge. Barcelona
- 1868 Exposición Aragonesa de 1868. Zaragoza (7 óleos, 2 dibujos)
- 1868 Exposición de Objetos de Arte. Sociedad para Exposiciones de Bellas Artes. Barcelona, diciembre de 1868 (10 obras)
- 1870 Exposición de Objetos de Arte. Sociedad para Exposiciones de Bellas Artes. Barcelona, mayo de 1870 (SEGURO)?
- 1871 Exposición de Objetos de Arte. Sociedad para Exposiciones de Bellas Artes. Barcelona, mayo de 1871 (11 obras)
- 1872 Exposición de Objetos de Arte. Sociedad para Exposiciones de Bellas Artes. Barcelona, 1872 (1 óleo)
- 1873 Exposición de Bellas Artes. Salamanca medalla
- 1874 Exposición de Objetos de Arte. Sociedad para Exposiciones de Bellas Artes. Barcelona, octubre de 1874 (3 óleos)
- 1875 Palacio de España. Roma ¿Madrid 1875?
- 1876 Palacio de España. Roma, mayo (3 obras)
- 1876 Real Academia de Bellas Artes de San Fernando. Madrid, noviembre (3 obras)
- 1880 Doni artistici per gli inondati di Murcia. Palacio de la Embajada de España. Roma 1880
- 1880 Homenaje a Simó Gómez. Sala Parés. Barcelona, mayo de 1880
- 1880 L´Esposizione degli Acquarelisti. Estudio de Cesare Detti. Roma, marzo de 1880
- 1880 Exposición Sociedad Donatello. Florencia.
- 1881 Grosvenor Gallery. Londres
- 1881 Royal Academy. Londres (2 acuarelas)
- 1881 Librairie de L´Art. Londres (1 óleo)
- 1881 Galerías de la revista L’ Art. París
- 1881 L´Esposizione degli Acquarelisti. Roma
- 1882 Salón de París. (2 óleos y 2 acuarelas)
- 1884 Palacio de Bellas Artes. Roma (regatas Sorrento)
- 1884 Primera Exposición de Bellas Artes. Sala Parés. Barcelona (4 obras)
- 1886 Exposición Baldomero Galofre. Sala Parés. Barcelona, noviembre de 1886
- 1888 Exposición Universal. Barcelona 1888 (2 óleos)
- 1888 Exposición Sala Parés (crónica de enero de 1889)
- 1888 Exposición Bossi. Buenos Aires.
- 1888 Cámara de Comercio Española Buenos Aires
- 1889 Sala Parés Barcelona. (Marina)
- 1890 Exposición Nacional de Bellas Artes. Madrid (2 óleos)
- 1891 Exposición General de Bellas Artes de Barcelona.. Barcelona 1891 (1 óleo)
- 1894 Segunda Exposición General de Bellas Artes Ayuntamiento de Barcelona 1894 (1 óleo)
- 1896 Exposición de Bellas Artes e Industrias Artísticas. Barcelona 1896. (1 óleo)
- 1896 Exposición Bellas Artes. Viena
- 1896 Exposición Bellas Artes.Múnich.
- 1897 Salzburgo, Bruselas Praga y Mónaco (año exacto por determinar)
- 1897 Exposición de pinturas. Salón Witcomb, Buenos Aires, noviembre de 1897 (1 óleo)
- 1899 III Exposición de pinturas organizada por don José Artal, Salón Witcomb, Buenos Aires 1899 (1 óleo, 6 acuarelas, 5 carbones)
- 1900 Exposición Robira, Sala Robira, Calle de Escudillers, Barcelona 1900 (En la feria)
- 1900 Exposición Robira, Sala Robira, Calle de Fernando VII, 59, Barcelona 1900 (Recuerdo de Galicia)
- 1900 V Exposición de pinturas organizada por don José Artal. Arte Moderno – Escuela Española. Salón Witcomb, Buenos Aires *1900 (1 óleo, 4 temples)
- 1901 XVIII Exposición Extraordinaria de Bellas Artes. Sala Parés. Barcelona. Febrero de 1901.
- 1901(Presenta ocho acuarelas y varias tablitas entre las que se encuentran Camino de Pompeya y Alrededores de Pompeya)
- 1901 VIII Exposición organizada por D. José Artal. Arte Moderno – Escuela Española, Salón Witcomb, Buenos Aires 1901 (3 carbones, 2 témperas)
- 1901 Exposición organizada por D. José Artal. Arte Moderno – Escuela Española, Salón Witcomb, Buenos Aires, octubre de 1901 (4 témperas)
- 1902 XI Exposición Artal,Salón Witcomb, Buenos Aires 1902
- 1902 XII Exposición Artal.Homenaje a Baldomero Galofre. Salón Witcomb, Buenos Aires, 1902
- 1903 Exposición Galofre. Palacio de Bellas Artes. Barcelona (22 oleos, 35 acuarelas y pasteles, 565 dibujos,
- 1904 XIV Exposición. Arte Moderno. Escuela Española. Salón Witcomb, Buenos Aires, junio-julio de 1904
- 1905 XV Exposición. Arte Moderno. Escuela Española. Salón Witcomb, Buenos Aires, junio de 1905 (1 óleo, 1 pastel, 2 gouaches, 1 carbón, 15 dibujos)
- 1906 XVI Exposición. Arte Moderno. Escuela Española. Salón Witcomb, Buenos Aires, junio de 1906
- 1907 XVIII Exposición de Artistas Españoles. Salón Artal, Buenos Aires, junio de 1907 (3 óleos, 2 dibujos)
- 1909 XX Exposición. Obras de artistas españoles. Salón Artal. Buenos Aires, mayo de 1909 (1 óleo, 3 dibujos a la pluma y 1 gouache)
- 1946 Exposición de acuarelas y aguadas españolas. Sociedad Española de Amigos del Arte. Madrid, 1946
- 1956 Un siglo de Arte Español (1856-1956). Madrid 1956 (1 óleo)
- 1960 Exposición de pintores marinistas del siglo XIX. Ateneo Barcelonés, Barcelona, enero-febrero de 1960 (1 óleo)
- 1972 Pintura catalana. (Siglos XIX y XX). Galería Velázquez. Madrid, mayo de 1972
- 1975 Grandes Maestros. Sala Nonell. Barcelona, 1875
- 1981 Homenatge a 20 artistes reusencs nats al segle XIX. Banco de Bilbao, Reus, diciembre de 1981
- 1982 Exposición Extraordinaria. Sala Alcolea. Barcelona 1982
- 1982 Mostra Antologica de pintors catalans. Galeria D´Art Susany, Vich, 1982
- 1982 Homenatge a 20 artistes reusencs nats al segle XIX. Banco de Bilbao, Reus, 1982
- 1986 Mestres de la pintura catalana nats al segle XIX i XX. Sala rebull, Reus, abril de 1986 (1 óleo)
- 1986 Exposició Extraordinaria amb motiu de les festes de Nadal. Sala Parés. Diciembre de 1986 (2 acuarelas)
- 1987 Exposició de Pintors de Fama, Sala Parés, Barcelona, mayo de 1987 (1 óleo)
- 1988 Pintors de Fama, Sala Parés, Barcelona, 1988 (2 óleos)
- 1988 Exposició Extraordinaria. Galeria Anquins, Reus, febrero de 1988
- 1989 Homenatge a Baldomero Galofre. Sala Rebull, Reus, junio de 1989
- 1989 Pintors de Fama, Sala Parés, Barcelona, diciembre de 1989 (2 acuarelas)
- 1990 Grandes Maestros. Galería Gisbert. Alcoy, diciembre de 1990
- 1993 Imágenes de un coloso. El mar en la pintura española. Ministerio de Cultura Madrid 1993 (1 óleo)
- 1995 Los Salones Artal. Pintura española en los inicios del siglo XX. Museo Nacional de Bellas Artes. Buenos Aires, junio de 1995 (12 obras)
- 1998 Reus 1900. Segona Ciutat de Catalunya. Museu Comarcal Salvador Vilaseca, Reus. 1998
- 1999 Fortuny en Granada. Familiares, amigos y seguidores. Granada, 1999 (5 obras)
- 1999 Fortuny e la pintura preziosista spagnola. Collezione Carmen Thyssen-Bornesmiza

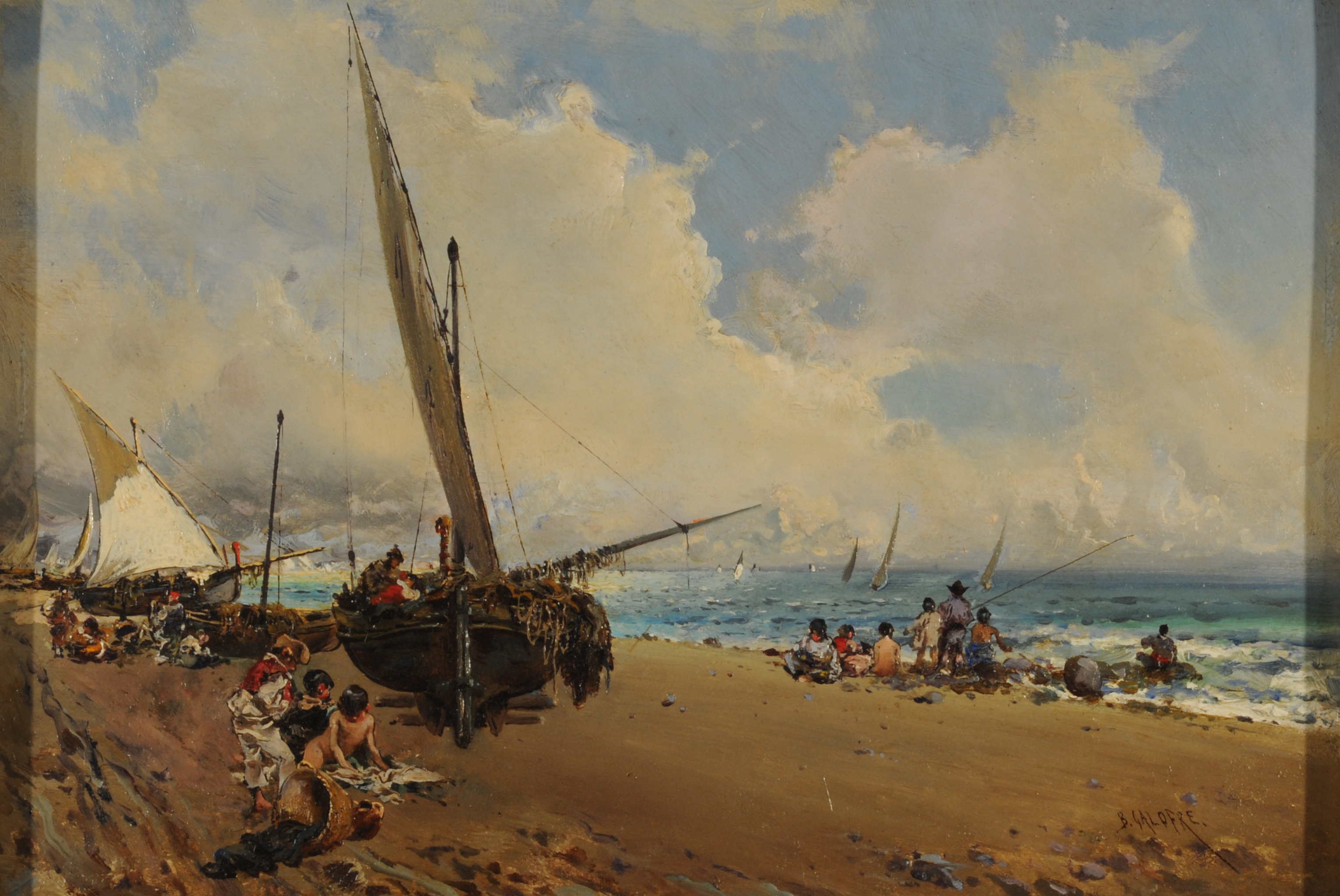
En la playa - Baldomero Galofré Jiménez